# Steven Donziger
Steven R. Donziger (14 settembre 1961) è un avvocato statunitense noto per le sue battaglie legali contro la compagnia petrolifera Chevron.
In particolare ha trattato il caso del giacimento petrolifero del Lago Agrio in cui ha rappresentato oltre 30.000 agricoltori e indigeni ecuadoriani i quali hanno citato in giudizio Chevron (gruppo cui appartiene la Texaco, operante gli impianti) per danni ambientali e per gli effetti sulla salute dalle trivellazioni petrolifere. I tribunali ecuadoriani hanno assegnato ai querelanti 9,5 miliardi di dollari a indennizzo dei danni patiti. L'azienda ha portato tutti i propri beni fuori dalla giurisdizione ecuadoriana (che aveva precedentemente accettato) e ha avviato un'azione legale contro Donziger negli Stati Uniti. Nel 2011, a New York, la Chevron ha invocato il RICO (la legislazione statunitense sulle organizzazioni criminali) contro Donziger. Il caso è stato esaminato dal giudice distrettuale statunitense Lewis A. Kaplan, il quale ha stabilito, sulla base della testimonianza di un ex giudice ecuadoriano corrotto da Chevron, che la sentenza dei tribunali ecuadoriani non poteva essere eseguita negli Stati Uniti perché era stata ottenuta tramite attività di frode, corruzione e racket. A seguito di questo caso, nel 2018 Donziger è stato radiato e inibito dall'esercizio della professione forense a New York.
Donziger è, inoltre, stato posto agli arresti domiciliari nell'agosto 2019 in attesa di processo con l'accusa di oltraggio alla corte, sollevata durante il suo appello contro la decisione RICO di Kaplan, poiché si è rifiutato di consegnare agli esperti forensi di Chevron i dispositivi elettronici di sua proprietà. Nel luglio 2021, il giudice distrettuale degli Stati Uniti Loretta Preska lo ha dichiarato colpevole; è stato condannato a 6 mesi di carcere nell'ottobre 2021. Mentre era agli arresti domiciliari nel 2020, ventinove premi Nobel hanno descritto le azioni intraprese dalla Chevron contro Donziger come "intimidazione giudiziaria".
Gli attivisti per i diritti umani hanno definito le azioni della Chevron come un esempio di causa strategica contro la partecipazione pubblica (SLAPP). Nell'aprile 2021 sei membri del Congressional Progressive Caucus hanno chiesto al Dipartimento di Giustizia di rivedere il caso di Donziger. Nel settembre 2021 l'Alto commissariato delle Nazioni Unite per i diritti umani ha stabilito che la custodia cautelare imposta a Donziger era illegale e ha chiesto il suo rilascio.

## Primi anni
La madre di Donziger era un'attivista ed egli è cresciuto a Jacksonville, in Florida. Con la madre ha partecipato al picchetto a sostegno dello sciopero di Salad Bowl di César Chávez. Il nonno di Donziger era Aaron E. Koota, un procuratore distrettuale di Brooklyn e in seguito giudice della Corte Suprema dello Stato di New York. Donziger ha conseguito un Bachelor of Arts in storia all'American University dove ha anche scritto per il giornale del suo college. Nel 1991 si è laureato alla Harvard Law School in giurisprudenza.

## Carriera
Dopo la laurea, Donziger ha lavorato come giornalista. Il suo primo lavoro è stato nell'ufficio della United Press International a Managua, dopo di che ha lavorato come freelance in Nicaragua per The Fort Lauderdale News, Toronto Star e The Atlanta Journal-Constitution. Ha anche fondato il Project Due Process che offriva servizi legali ai cubani che arrivavano negli Stati Uniti con il Boatlift Mariel.
Dopo aver lavorato come giornalista per tre anni, Donziger ha frequentato la Harvard Law School. Si è laureato in giurisprudenza nel 1991 e ha lavorato come difensore d'ufficio a Washington, DC. Nel 1991 ha visitato l'Iraq come membro di una missione che ha prodotto un rapporto sull'impatto sui civili dei bombardamenti compiuti nella prima guerra del Golfo. Il rapporto è stato adottato dalle Nazioni Unite. Donziger è stato l'editore di The Real War on Crime: The Report of the National Criminal Justice Commission, pubblicato nel 1996 da Harper Perennial. Il libro descrive il ruolo dei media nell'aumentare la paura del crimine, l'ingiustizia razziale nel sistema di giustizia penale e si oppone alle condanne minime obbligatorie.

### Azione collettiva contro Chevron

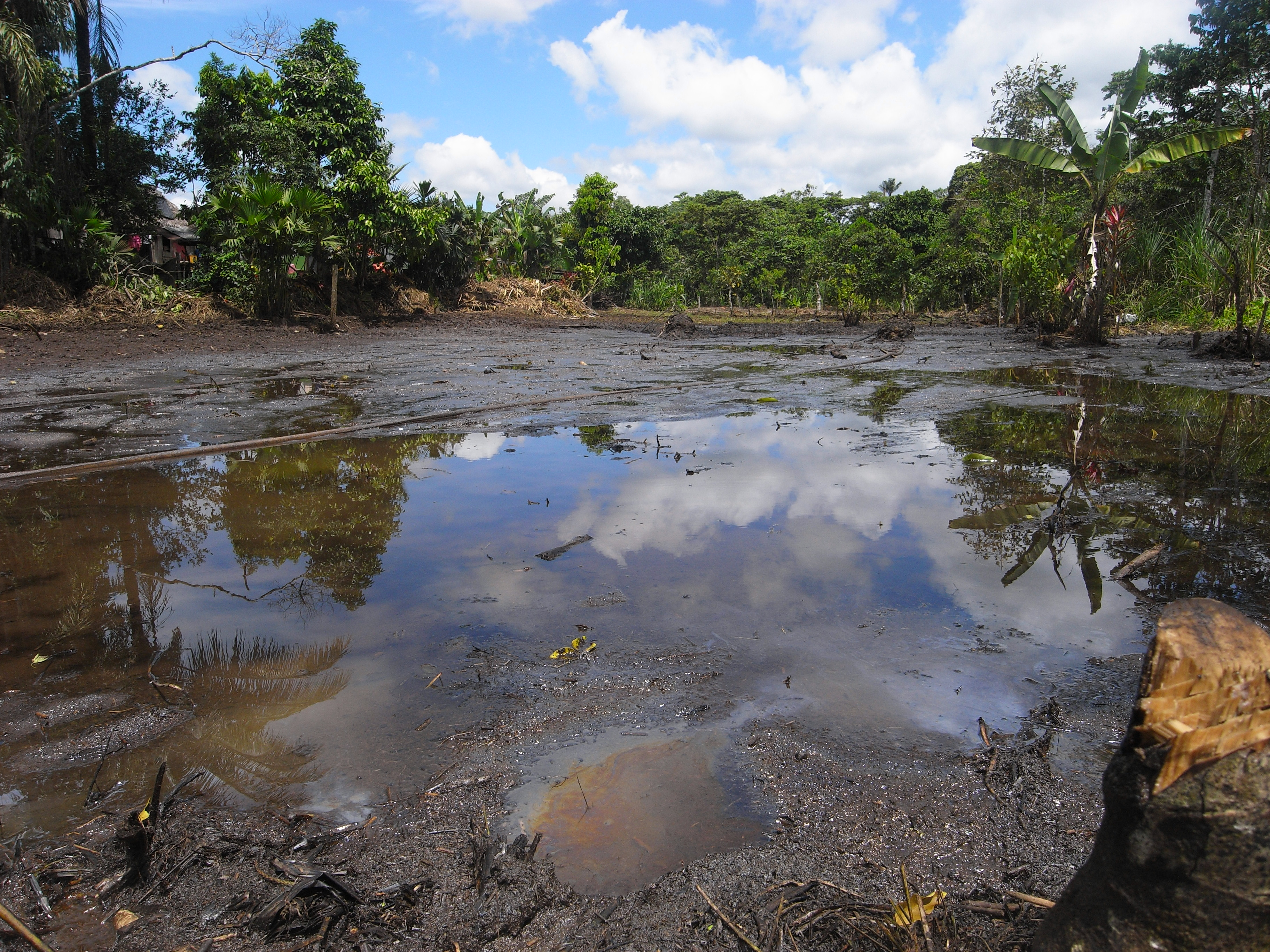
Inquinamento da petrolio nel Lago Agrio, novembre 2007

A partire dagli anni '70, Texaco ha condotto operazioni di trivellazione petrolifera in Amazzonia in collaborazione con la compagnia petrolifera nazionale dell'Ecuador, Petroecuador. Negli anni '90 Texaco ha concluso un accordo da 40 milioni di dollari con l'Ecuador per ripulire parte dell'inquinamento risultante ed è stata sollevata da ogni responsabilità.
A Donziger è stato chiesto dal Frente de Defensa de la Amazonía (FDA) di aiutare a ottenere un risarcimento per l'inquinamento e gli effetti sulla salute causati dalle trivellazioni petrolifere nel giacimento del Lago Agrio, una regione che divenne nota come "Chernobyl dell'Amazzonia". Ha visitato l'Ecuador nel 1993, dove dice di aver visto "quello che onestamente sembrava un disastro apocalittico", compresi bambini che camminavano a piedi nudi lungo strade coperte di petrolio e laghi della giungla pieni di petrolio. Nel 1993, dopo aver visitato l'Ecuador, Donziger e altri avvocati hanno intentato una azione legale collettiva a New York contro Texaco per conto di oltre 30.000 agricoltori e indigeni della regione amazzonica. Poiché i querelanti non avevano soldi, Donziger, con il supporto della FDA, ha finanziato il caso vendendo azioni agli investitori, offrendo loro una piccola parte di qualsiasi eventuale accordo. Gli avvocati hanno scelto di rivolgersi alle corti di New York perché all'epoca la sede della Texaco era a New York. L'atto di citazione sostenva che le trivellazioni petrolifere di Texaco in Amazzonia avevano provocato una massiccia contaminazione dell'ambiente. La Chevron ha acquistato la Texaco nel 2001 e ha sostenuto che Texaco avesse ripulito la sua area di operazioni e che fosse Petroecuador a essere responsabile dell'eventuale inquinamento residuo. La Chevron ha chiesto che il processo fosse celebrato in Ecuador e, nel 2002, il tribunale degli Stati Uniti ha respinto il caso dei querelanti sulla base del forum non conveniens e ha stabilito che la giurisdizione spettasse ai tribunali ecuadoregni, su richiesta della corte Chevron si è impegnata ad accettare la decisione dei tribunali ecuadoriani.
Quando il caso si è trasferito in Ecuador, Donziger ha condotto una campagna informativa per sensibilizzare gli ecuadoriani sull'inquinamento dell'Amazzonia. Ha detto che "gli indigeni non avrebbero mai avuto un processo equo in Ecuador se non avessero fatto luce su ciò che era accaduto loro e non avessero ottenuto il sostegno pubblico". Donziger è apparso nel film documentario del 2009 <i id="mwfg">Crude</i> che ha coperto due anni della vicenda. Un tribunale provinciale ecuadoriano ha dichiarato colpevole la Chevron nel 2011 e ha assegnato ai querelanti 18 miliardi di dollari di danni. La decisione è stata confermata da tre corti d'appello, tra cui la corte suprema del Paese, la Corte nazionale di giustizia, anche se i danni sono stati ridotti a 9,5 miliardi di dollari.
Per evitare di pagare i danni stabiliti dal tribunale in Ecuador, la Chevron ha trasferito i suoi beni fuori dal paese, spingendo i querelanti a chiedere azioni esecutive in Canada, Brasile e Argentina per la confisca dei beni di Chevron. Un editoriale del Wall Street Journal ha affermato che le corti d'appello in Argentina e la Corte Superiore di Giustizia del Brasile hanno respinto le richieste di Donziger per l'esecuzione della sentenza ecuadoriana. Nel 2017, un tribunale canadese ha dichiarato che i querelanti ecuadoriani non potevano ricevere beni della controllata canadese di Chevron poiché la controllata era legalmente distinta dalla sua controllante statunitense. Nel 2019, i querelanti ecuadoriani hanno posto fine alla loro causa canadese contro la Chevron.
Nel 2018, la Corte permanente di arbitrato dell'Aia ha stabilito che la sentenza da 9,5 miliardi di dollari in Ecuador è stata contrassegnata da frode e corruzione e "non dovrebbe essere riconosciuta o eseguita dai tribunali di altri Stati". L'importo che l'Ecuador deve pagare alla Chevron per risarcire i danni è ancora da determinare. Il premio ha rilevato che l'Ecuador ha violato i suoi obblighi ai sensi dei trattati internazionali, degli accordi di investimento e del diritto internazionale. Le conclusioni della Corte di Arbitrato sulle attività fraudolente includevano che le prove presentate alla Corte sono "il più completo documentario, video e prova testimoniale di frode mai presentato a un tribunale arbitrale", che i querelanti sostenuti dal film erano effettivamente coinvolti nel ricatto e corruzione di giudici ecuadoriani. Le loro azioni avrebbero portato alla nomina di un "esperto" amico dei querelanti, che i pubblici ministeri del governo ecuadoriano "hanno collaborato attivamente" con i querelanti, che i querelanti hanno corrotto gli "esperti" e hanno scritto il loro rapporto e che i querelanti hanno pagato un giudice in pensione per redigere gli ordini del giudice in carica e che lo stesso giudice ha sollecitato tangenti che la Chevron si è rifiutata di pagare.

## Contenzioso contro Donziger
La Chevron ha affermato che in una scena del film documentario Crude, presentato al Sundance Film Festival 2009, mostrava uno scienziato ambientale presente a una riunione degli avvocati dei querelanti; lo stesso scienziato è stato successivamente nominato dalla corte ecuadoriana come esperto apparentemente imparziale per scrivere un rapporto su questioni tecniche, ma la scena è stata tagliata dal film all'uscita nelle sale. Gli avvocati della Chevron volevano sapere quali altre scene potenzialmente compromettenti erano state tralasciate dal regista del film, Joe Berlinger. Il 6 maggio 2010, il giudice federale Lewis Kaplan si è pronunciato a favore della petizione presentata dalla Chevron e ha stabilito che Berlinger dovesse consegnare più di seicento ore di filmati originali creati durante la produzione del film. La Chevron aveva cercato di ottenere il filmato come parte della causa in corso discussa nel film. Il team legale di Berlinger ha sostenuto che il filmato è protetto dal segreto dei giornalisti e ha impugnato la decisione del tribunale.
Nel suo appello, Berlinger ha affermato di essere un regista indipendente altamente premiato e rispettato, di essere indipendente da Donziger e di aver fatto di tutto per rendere Crude un ritratto equilibrato. Berlinger ha riconosciuto di aver "modificato" alcune scene su richiesta di Donziger. La scena che mostrava lo scienziato ambientale alla sessione di strategia legale era stata tagliata dall'uscita nelle sale (ma non nella versione online per Netflix) dopo che uno degli avvocati del querelante aveva obiettato a Berlinger che mostrare la scena era una cosa "così seria che potremmo perdere tutto". La Corte d'Appello del 2° Circuito degli Stati Uniti ha ristretto leggermente il campo di applicazione (Berlinger ha dovuto consegnare oltre cinquecento ore di riprese tagliate, invece di seicento), ma nel 2011 ha confermato la sentenza della corte di grado inferiore contro Berlinger
Nel 2011, la Chevron ha intentato una causa civile RICO contro Donziger a New York City, accusandolo di aver corrotto un giudice ecuadoriano, di aver scritto la relazione sui danni e di aver "aggiustato" studi scientifici. La causa civile della Chevron inizialmente chiedeva sessanta miliardi di dollari di danni che avrebbero richiesto un processo con giuria. La Chevron ha ritirato la richiesta di risarcimento due settimane prima del processo, facendo sì che il caso fosse giudicato dal solo giudice. La Chevron ha dichiarato di voler incentrare "il caso RICO sull'obiettivo di ottenere un provvedimento ingiuntivo contro il prosieguo dello schema estorsivo di Donziger contro la società". Il giudice distrettuale degli Stati Uniti Lewis A. Kaplan è stato assegnato al caso.
Nel 2014, Donziger ha stimato che le spese legali che Chevron aveva sostenuto per presentare ricorso avevano già superato i due miliardi di dollari. Nel 2021, Chevron ha stimato le sue spese legali a quasi un miliardo di dollari.

### La sentenza del 2014 di Kaplan nel caso RICO
Nel 2014, Kaplan ha stabilito che la sentenza in Ecuador non era valida perché Donziger l'aveva ottenuta attraverso reati contro l'etica legale, tra cui racket, estorsione, frode telematica, riciclaggio di denaro, ostruzione alla giustizia, corruzione giudiziaria, coercizione, manomissione di testimoni e perizie preparate a tavolino. Kaplan ha affermato che il processo in Ecuador "non è stato equo o imparziale e non è stato conforme ai requisiti del giusto processo" e "non ha diritto al riconoscimento". A seguito della sentenza di Kaplan, la Chevron non poteva essere costretta a pagare il risarcimento ecuadoriano negli Stati Uniti. Nelle successive difese della sentenza, Kaplan ha fatto riferimento agli ecuadoriani coinvolti nella class action come "i cosiddetti querelanti". Kaplan ha descritto la condotta di Donziger come "criminale" nella sua sentenza del 2014, ma l'ufficio del procuratore degli Stati Uniti per il distretto meridionale di New York ha rifiutato di perseguirlo.
Donziger ha affermato che poiché il giudice Kaplan non ha rivelato di possedere azioni di tre fondi comuni di investimento che a loro volta detenevano azioni della Chevron al momento della sentenza, avrebbe dovuto ricusarsi. Il professor Stephen Gillers, un esperto di etica legale presso la New York University School of Law, ha dichiarato: "La proprietà di Kaplan di azioni di fondi comuni di investimento che hanno azioni di Chevron non è un interesse finanziario' in Chevron. I fondi comuni di investimento sono, insieme ai titoli di stato, visti come il modo più sicuro per un giudice di investire senza il rischio di ricusazione."
Il caso si basava in gran parte sulla testimonianza di Alberto Guerra, un ex giudice ecuadoriano che la Chevron aveva trasferito negli Stati Uniti dall'Ecuador nel 2013 per motivi di sicurezza. La Chevron ha pagato le spese legali legate alla procedura di immigrazione di Guerra e della sua famiglia e gli ha fornito uno stipendio mensile di dodicimila dollari per l'alloggio e le spese di soggiorno. Nel processo RICO, Guerra ha affermato che Donziger gli aveva fatto preparare il verdetto emesso contro la Chevron in Ecuador. Guerra ha dichiarato che il giudice che ha condannato la multinazionale ha semplicemente firmato la sentenza che Guerra aveva preparato e che i due sono stati pagati con cinquecentomila dollari dai querelanti, guidati da Donziger. Nella sua sentenza Kaplan ha indicato tale testimonianza come prova primaria per l'accusa di racket. Nella sua sentenza, Kaplan ha scritto che "Guerra in molte occasioni ha agito con l'inganno e ha infranto la legge ... ma ciò non significa necessariamente che debba essere ignorato del tutto". Kaplan ha affermato che "le prove portano a una conclusione: Guerra ha detto la verità sulla tangente e il fatto essenziale su chi ha scritto la sentenza". Nel 2015, Guerra ha testimoniato a un tribunale internazionale di aver mentito e di aver cambiato versione più volte nel processo RICO. Guerra ha ammesso che non c'erano prove a sostegno dell'accusa che Donziger l'avesse corrotto o che avesse pagato per ottenere una sentenza di suo gradimento e che gran parte della propria testimonianza nel caso RICO fosse esagerata o falsa. Kaplan ha anche ordinato a Donziger di pagare alla Chevron ottocentomila dollari per la richiesta RICO e ha vietato a Donziger di vendere le azioni destinate a finanziare la causa agli investitori.
Nel 2016, la Corte d'Appello del Secondo Circuito ha rifiutato di prendere in considerazione la confessione di Guerra e ha confermato all'unanimità la sentenza di Kaplan.
Nel marzo 2021, la Corte d'Appello del Secondo Circuito ha esaminato un ricorso contro le precedenti ordinanze del tribunale emesse da Kaplan contro Donziger in un'azione civile per oltraggio intentata da Chevron. La corte d'appello ha stabilito che la decisione di Kaplan, che ha impedito a Donziger di finanziare il suo caso giudiziario vendendo azioni in qualsiasi assegnazione futura, fosse inapplicabile. La corte d'appello ha anche annullato la richiesta della Chevron di quattro milioni e centomila dollari di danni e una sanzione di seicentomila dollari contro Donziger. Altri aspetti della sentenza di vilipendio di Kaplan sono stati confermati.

### Rimozione dall'albo a New York
Donziger è stato sospeso dall'esercizio della professione forense a New York nel luglio 2018, sulla base delle sentenze del giudice distrettuale statunitense Lewis A. Kaplan nel caso Chevron. L'ordine degli avvocati dello stato ha nominato un arbitro indipendente per indagare. L'arbitro ha raccomandato il reintegro di Donziger nel febbraio 2020, dicendo "L'estensione della persecuzione [ai danni di Donziger] da parte della Chevron è così stravagante e, a questo punto così inutile e punitiva, [che] sebbene non sia un fattore nella mia raccomandazione, [esso] è comunque uno retroscena a esso". Una corte d'appello statale ha stabilito nell'agosto 2020 che l'arbitro era stato "troppo sbrigativo" riguardo all cattiva condotta che Kaplan aveva avuto e ha radiato Donziger dall'albo degli avvocati di New York. Martin Garbus, avvocato di Donziger, ha affermato che la decisione priva gli ecuadoriani rappresentati da Donziger del loro principale sostenitore e mette fuori gioco Donziger perché "minaccia la Chevron e l'industria dei combustibili fossili".

### Accusa di oltraggio alla corte

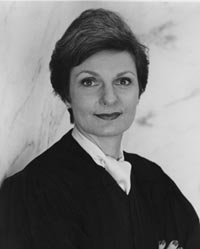
Il giudice distrettuale senior Loretta Preska

Nel corso del processo di appello dopo la sentenza iniziale, Kaplan ha ingiunto a Donziger di presentare il suo computer, telefoni e altri dispositivi elettronici alla Chevron per consentirle di investigare le sue finanze. Donziger ha rifiutato, sostenendo che ciò avrebbe violato il privilegio avvocato-cliente dei suoi clienti, e ha presentato ricorso contro l'ingiunzione per motivi costituzionali. In attessa dell'appello di Donziger contro l'ingunzione, Kaplan lo ha accusato di sei capi di imputazione per oltraggio alla corte. Le accuse di oltraggio affermano che Donziger non ha rispettato gli ordini di Kaplan di presentare i suoi dispositivi elettronici e il passaporto e di abbandonare i tentativi di riscuotere il risarcimento contro la Chevron. Con una mossa descritta come "praticamente senza precedenti" da The Intercept, Kaplan ha nominato uno studio legale privato, Seward & Kissel, per perseguire Donziger dopo che il tribunale del distretto meridionale di New York si è rifiutato di farlo. Sulla rivista Jacobin , David Sirota e Walker Bragman hanno scritto che lo studio Seward & Kissel aveva rappresentato direttamente Chevron fino al 2018. Chris Hedges ha scritto che né Kaplan né Seward & Kissel hanno rivelato che Chevron era stato un cliente dello studio.
Invece di utilizzare il normale processo di assegnazione casuale per la scelta di un giudice che presiede al processo di Donziger per oltraggio penale, Kaplan ha scelto il giudice distrettuale senior Loretta Preska . Preska aveva fatto parte del comitato consultivo dell'associazione di magistrati e legali di destra Federalist Society, alla quale Chevron (insieme ad altre grandi aziende americane come Verizon, Google, Facebook, Time Warner) aveva contribuito con almeno 50.000 dollari nel 2012. Nell'agosto 2019, Preska ha condannato Donziger alla detenzione domiciliare in attesa del processo. Gli è stato imposto di indossare un braccialetto alla caviglia dotato di GPS. Preska ha ordinato a Donziger di depositare una cauzione di 800.000 dollari, una cifra record per un caso punibile con una contravvenzione. Nel maggio 2020, Preska ha stabilito che il caso non sarebbe stato ascoltato da una giuria, come richiesto da Donziger. Il 18 maggio 2020, Preska ha rifiutato una richiesta dell'avvocato di Donziger di consentire a Donziger di lasciare il suo appartamento per tre ore al giorno perché lo considerava un rischio di fuga. La corte distrettuale degli Stati Uniti ha impedito a due degli avvocati di Donziger di rappresentarlo nel processo per oltraggio. Nell'agosto 2020, dopo che altri due avvocati non sono stati in grado di comparire nel processo, Preska ha ordinato ad Andrew Frisch, l'ex avvocato difensore di Donziger, di rappresentarlo. Martin Garbus, che rappresenta anche Donziger ma non ha potuto presenziare al processo, ha affermato che un processo con Frisch non sarebbe "dotato delle garanzie costituzionali" e che "Donziger è costretto ad andare a processo con un avvocato che non vuole essere nel caso, che non va d'accordo con Donziger, e sostiene che prima che Donziger vada avanti con il processo dovrebbe pagargli dei soldi aggiuntivi".
Il processo per oltraggio doveva iniziare nel settembre 2020. A causa della pandemia di COVID-19, il quarto avvocato di Donziger, Lauren Regan, ha chiesto alla fine di ottobre che il processo civile fosse riprogrammato per la terza volta. Il processo è stato riprogrammato per il 9 novembre quindi ritardato fino a gennaio 2021 affinché Donziger potesse avere un rappresentante legale. Di fronte alle obiezioni in merito allo svolgimento virtuale del processo, Preska ha riprogrammato il processo affinché si svolgesse in presenza il 10 maggio 2021. Donziger ha chiesto a Preska di consentire che il suo processo penale per oltraggio fosse trasmesso in diretta al pubblico che non avrebbe potuto presenziare a causa della pandemia. Il magistrato ha respinto la richiesta di Donziger e Donziger ha quindi chiesto che il procedimento fosse trasmesso in televisione. Anche questa richiesta è stata respinta.
Il 26 luglio 2021, dopo quasi due anni di detenzione domiciliare, Donziger è stato dichiarato colpevole dal giudice Preska per tutte e sei le accuse di oltraggio. Il giudice Preska ha scritto che il caso di oltraggio alla corte non aveva nulla a che fare con le responsabilità che la Chevron potrebbe avere per l'inquinamento nella foresta pluviale dell'Ecuador. Il 1º ottobre 2021, il giudice Preska ha condannato Donziger alla pena massima di sei mesi di carcere. Preska ha detto che Donziger non aveva mostrato rimorso e "sembra che solo la proverbiale spranga tra gli occhi gli instillerà un po' di rispetto per la legge". Donziger ha impugnato la sentenza, che ha descritto come "un altro esempio... della natura punitiva di ciò che sta accadendo. È quasi inaudito che qualcuno condannato per un reato minore negli Stati Uniti non venga rilasciato in attesa del suo appello". Una corte d'appello federale ha respinto la richiesta di cauzione di Donziger mentre il suo appello era pendente, perciò egli è presentato in carcere il 27 ottobre 2021.
Il 9 dicembre 2021 Donziger è stato scarcerato per scontare il resto della sua pena agli arresti domiciliari in base a un programma di rilascio anticipato legato alla pandemia.

### Reazioni
Nel 2014, Joe Nocera ha scritto che il professore di diritto di Notre Dame e avvocato per i diritti umani Doug Cassel ha dichiarato che "Donziger ha disprezzato i suoi clienti e la sua causa" con la sua condotta durante il processo ecuadoriano. [53] Nocera ha affermato che un avvocato che ha seguito le regole potrebbe aver stato in grado di ottenere un verdetto esecutivo negli Stati Uniti, e un avvocato con una visione realistica del caso avrebbe potuto ottenere un accordo (e un risarcimento) in un lasso di tempo più breve dei 20 anni necessari a Donziger per vincere il suo caso in Ecuador (con i suoi clienti che non hanno ancora ricevuto alcun risarcimento). [53] Nocera ha anche affermato che diversi giornalisti che hanno seguito il caso per anni sono arrivati a vedere Donziger come "un avvocato canaglia disposto a fare praticamente qualsiasi cosa per vincere".
Nel 2018, un editoriale del Wall Street Journal ha affermato che "il tentativo di saccheggio della Chevron da parte di Donziger per falsi crimini ambientali in Ecuador è tra le più grandi truffe legali della storia". L'editoriale ha definito la radiazione dall'albo di Donziger "un passo verso il freno al saccheggio del signor Donziger".
L'accusa di oltraggio e gli arresti domiciliari di Donziger sono stati duramente condannati da alcuni avvocati. Lawyer's Rights Watch Canada sottolinea che Donziger è stato agli arresti domiciliari per un periodo superiore alla pena massima di sei mesi prevista per oltraggio alla corte. Il professore della Harvard Law School Charles Nesson ha criticato Chevron e Kaplan, affermando che le accuse di corruzione e concussione erano "un mezzo per proteggere la compagnia petrolifera dal dover rispondere del suo degrado dell'Amazzonia". Nel 2020, un gruppo di ventinove premi Nobel ha condannato le "intimidazioni giudiziarie" da parte della Chevron e ha sollecitato il rilascio di Donziger. Gli attivisti per i diritti umani hanno descritto il trattamento di Donziger come un esempio di causa strategica contro la partecipazione pubblica (SLAPP), utilizzata per censurare, intimidire e mettere a tacere i critici gravandoli del costo di una difesa legale fino a quando non rinunciano alla loro critica od opposizione .
Il Parlamento europeo ha chiesto che la sottocommissione del Congresso statunitense per la Costituzione, i diritti civili e le libertà civili indaghi sul trattamento riservato dalla Chevron a Donziger come "non coerente con quello che è stato tradizionalmente il forte sostegno negli Stati Uniti per lo stato di diritto in generale e per la protezione dei difensori dei diritti umani in particolare”.
In un articolo del marzo 2020 su The Nation, James North ha scritto che "[la] stampa mainstream ha in gran parte ignorato gli attacchi legali contro Donziger, ma la controffensiva di Chevron potrebbe mettere in pericolo i diritti umani e il lavoro ambientale in tutto il mondo". In un articolo dell'agosto 2020 intitolato "How Corporate Tyranny Works", Chris Hedges ha dettagliato le misure adottate dalla Chevron per fare pressione sui principali media, tra cui Fox News, GQ e The New York Times, affinché pubblichino storie sul contenzioso tra Chevron e Donziger. In un articolo dell'ottobre 2021 intitolato "The Anonymous Executioners of the Corporate State", Hedges ha descritto l'accusa di Donziger come un " processo farsa " simile a quelli condotti dalle "tirannie del passato", e ha paragonato il suo caso a quello di Julian Assange, dicendo "sono progettati per inviare un messaggio. Tutti coloro che sfidano il potere corporativo e lo stato di sicurezza nazionale saranno linciati."
Nel luglio 2020, Simon Taylor, direttore di Global Witness, ha affermato che il trattamento di Donziger "ha lo scopo di intimidire il resto di noi, di raffreddare il lavoro di altri sostenitori della responsabilità ambientale e aziendale".
Nel febbraio 2021 è iniziato un boicottaggio da parte degli studenti di giurisprudenza contro Seward & Kissel, che ha coinvolto circa 300 studenti di giurisprudenza di circa 50 facoltà di giurisprudenza. In una lettera, gli studenti affermano che l'azienda ha un conflitto di interessi nel perseguire Donziger nel caso di oltraggio penale, dicendo: "Noi, sottoscritti studenti di giurisprudenza, rifiutiamo di prendere in considerazione l'assunzione con l'azienda fino a quando non si ritirerà dalla sua posizione conflittuale di pubblica accusa al servizio della Chevron”. Il gruppo studentesco Law Students for Climate Accountability ha lanciato un boicottaggio simile ad aprile contro Gibson Dunn, uno studio legale che ha anche fatto pressioni per mantenere Donziger confinato oltre a supportare altre campagne legate al clima, in supporto dell'oleodotto Dakota Access Pipeline e delle industrie petrolifere Koch Industries .
Il 27 aprile 2021, i democratici Jim McGovern, Cori Bush, Rashida Tlaib, Jamaal Bowman, Alexandria Ocasio-Cortez e Jamie Raskin hanno scritto una lettera chiedendo la supervisione del procuratore generale Merrick Garland per "profonda preoccupazione che la natura senza precedenti del caso legale che pende sul Sig. Donziger sia legata al suo precedente impegno contro la Chevron". Questa è stata poi seguita da una lettera indirizzata a Roslynn Mauskopf dal senatore del Massachusetts Ed Markey e dal senatore del Rhode Island Sheldon Whitehouse .
Il Fairness & Accuracy in Reporting è stato critico nei confronti della copertura dei media statunitensi del processo e degli arresti domiciliari di Donziger. Nel luglio 2021, ha scritto che il New York Times non pubblicava un articolo su Donziger dal 2014 e che gli articoli sui media aziendali statunitensi favorivano ampiamente la Chevron. Citava un'intervista rilasciata da Donziger a Breakthrough News in cui diceva: "Non importa cosa pensi di me o del giudice Kaplan, non è degno di nota che un avvocato americano sia agli arresti domiciliari per due anni per un reato minore?"
Nell'ottobre 2021, il Gruppo di lavoro sulla detenzione arbitraria ha scritto che i due anni di arresti domiciliari di Donziger erano illegali secondo il diritto internazionale e che gli era stato negato un processo equo. Il gruppo di lavoro ha criticato Kaplan e Preska per aver mostrato "una sconcertante mancanza di obiettività e imparzialità". Amnesty International ha chiesto alle autorità statunitensi "di attuare prontamente la decisione del Gruppo di lavoro delle Nazioni Unite sulla detenzione arbitraria" e di liberare Donziger dalla detenzione.

## Vita privata
Donziger è sposato e ha un figlio. La famiglia vive in un appartamento con due camere da letto nell'Upper West Side di Manhattan .